# Spilosoma groganae
Spilosoma groganae är en fjärilsart som beskrevs av Holloway 1976. Spilosoma groganae ingår i släktet Spilosoma och familjen björnspinnare. Inga underarter finns listade i Catalogue of Life.